# 米科拉·米克盧霍-馬克萊
米科拉·德米特羅维奇·米克盧霍-馬克萊（羅馬化：Mykola Dmytrovych Myklukho-Maklai；1915年10月22日—1975年4月8日），苏联烏克蘭裔歷史學家、东方学家、伊朗學家、历史副博士學位持有者。

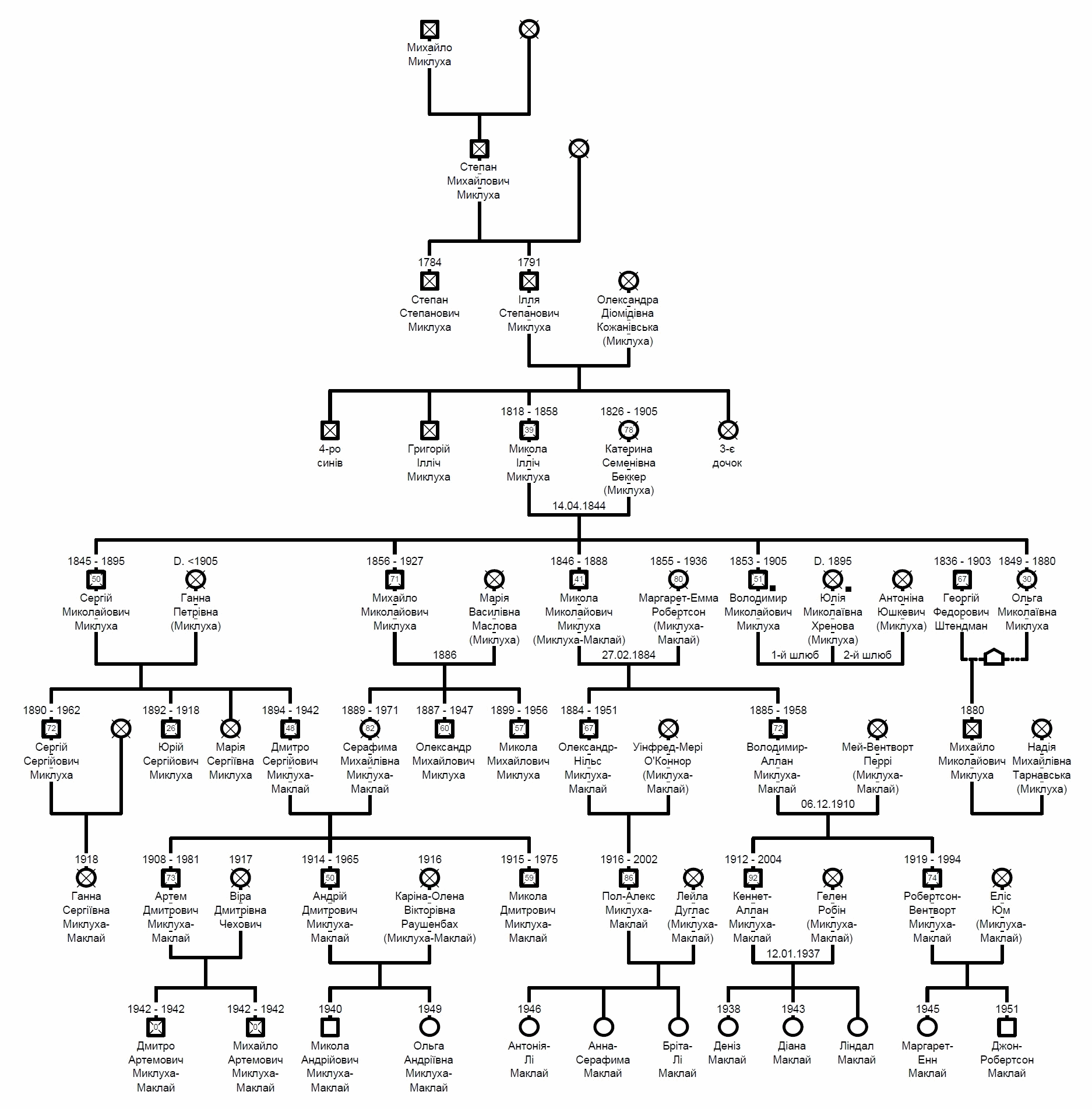
来自斯塔羅杜布希納的米克盧霍家族家谱

191510月22日，米科拉出生於基輔的一個世襲貴族家庭，父親為德米特羅·塞爾希約維奇·米克盧霍-馬克萊，而母親為塞拉菲瑪·米哈伊利芙娜。